# White Youth
Die White Youth ist die Jugendorganisation des am 12. September 2000 in Deutschland verbotenen Blood-and-Honour-Netzwerkes. Das Verbot erfolgte durch den Bundesminister des Innern, da sich die Organisation „gegen die verfassungsmäßige Ordnung und den Gedanken der Völkerverständigung richtete“.
Die bundesweit tätige Jugendorganisation wurde 1997 in Thüringen gegründet. Hier sollten schon den Jüngsten die Ideologien des Blood-and-Honour-Gründers Ian Stuart Donaldson vermittelt werden. Im Mittelpunkt der Aktivitäten der Organisation standen insbesondere die Organisation von Konzerten und Partys. Die Jugendorganisation hatte zum Zeitpunkt ihres Verbotes im September 2000 bundesweit etwa 50 Mitglieder. Gemeinsam mit dem Verbot der Mutterorganisation wurde die White Youth ausdrücklich verboten (das Verbot wurde auch unanfechtbar). Beide Organisationen existieren jedoch im Untergrund weiter.